# Георги Тасев (Драготин)
 Тази статия е за българския революционер от Драготин.  За българския революционер от Мокрени вижте Георги Тасев.  
Вижте пояснителната страница за други личности с името Тасев.
Георги Велев Тасев е български революционер, деец на Вътрешната македоно-одринска революционна организация.

## Биография
Роден е в 1866 година във валовищкото село Драготин, тогава в Османската империя, днес Промахонас, Гърция. Присъединява се към ВМОРО и поема ръководна позиция в организацията. В 1906 година е осъден от османските власти на 8 години затвор за пробългарска революционна дейност като един от ръководителите в областта. Лежи две години в солунския затвор Еди куле и е амнистиран в 1908 година при общата амнистия по време на Хуриета. След като излиза от затвора, Георги Тасев продължава дейността си във ВМОРО до 1912 година. След като Валовищко попада в Гърция след Междусъюзническата война, Тасев заминава за Свободна България.
На 28 февруари 1943 година, като жител на София, подава молба за народна пенсия, която е одобрена и отпусната от Министерския съвет на Царство България.